# Вилинская, Ирина Николаевна
Ирина Николаевна Вилинская (укр. Ірина Миколаївна Вілінська; 7 сентября 1920, Одесса — 31 августа 1986, Киев) — украинский советский музыкальный педагог, певица и композитор.

## Биография
Родилась в Одессе 7 сентября 1920 года в семье композитора Николая Вилинского. Начала обучаться музыке с пятилетнего возраста.
В детстве и юности наряду с музыкой Вилинская проявила весьма разносторонние способности, ей нравилась математика, она занималась спортом, успешно выступала на соревнованиях по плаванию. После начальной школы, окончила строительный рабфак (1938). Училась в Одесском строительном институте (1938—1939), однако увлечение музыкой взяло своё и в 1939 году Вилинская поступает в Одесское музыкальное училище, где одновременно училась на двух факультетах — по вокалу (педагог Е. М. Менер-Каневская) и на историко-теоретическом. В 1941 году поступила на историко-теоретический и композиторский факультеты Одесской консерватории. Перед девушкой была открыта карьера композитора, однако она предпочла пение.
После начала Великой Отечественной войны Вилинская вместе с родителями эвакуировалась в Ташкент, где по классу вокала занималась у профессора Д. Л. Аспелунда в Ташкентской консерватории (1941—1944), а затем (1944) продолжила обучение у профессора Д. Г. Евтушенко в Киеве, окончила аспирантуру Киевской консерватории. Работала на кафедре сольного пения Киевской консерватории, преподаватель (1949), старший преподаватель, утверждена в звании доцента (1964), затем и. о. профессора (1974).
Вилинская рассматривала певческий голос как уникальный музыкальный инструмент, который без надлежащей подготовки можно повредить сложным репертуаром. Поэтому в своей вокальной школе Вилинская проповедовала бережное и постепенное развитие природных данных певцов с использованием тщательно подобранного репертуара, вокализов и специальных распевок, тем самым одновременно обеспечивая высокое профессиональное мастерство и творческое долголетие своих студентов. Вилинская умела исправлять и улучшать тембральные качества голоса, увеличивать диапазон и развивать музыкальность певца.
Вилинская является автором сборников вокализов, обработок украинских и русских народных песен и романсов. Вилинской принадлежат ряд теоретических работ, посвящённых вокальной педагогике, а также тщательно разработанные вокальные репертуарные сборники. Уникальное сочетание вокальных, композиторских и пианистических данных, а также многолетний опыт педагога вокалиста позволили ей создать известную серию сборников вокализов для разных голосов. Выдающийся украинский композитор Л. Н. Ревуцкий был одним из первых рецензентов вокализов, в 1950 году он весьма тепло отозвался о сочинениях И. Н. Вилинской и рекомендовал их к публикации.
Вокализы Вилинской нашли широкое признание и на протяжении десятилетий применяются для подготовки певцов в консерваториях, музыкальных училищах России, Украины и других стран. Последний сборник вокализов (издан в 1989 году) был опубликован с большой задержкой уже посмертно.
Похоронена на Байковом кладбище в Киеве.
Ученики: А. Пономаренко, В. Богомаз, А. Маняченко, В. Титкин, А. Макаров, С. Бондаренко, В. Мищенко, О. Куреша и другие.

## Избранные труды
1. Вокализы для высокого голоса с фортепиано. «Мыстецтво», Киев, 1952.
2. Вокализы для среднего голоса с фортепиано. Государственное издательство изобразительного искусства и музыкальной литературы УССР. Киев, 1961.
3. Вокализы для низкого голоса с фортепиано. Государственное издательство изобразительного искусства и музыкальной литературы УССР. Киев, 1962.
4. Украинские народные песни для баса в сопровождении фортепиано. Обработки И.Вилинской. «Музычна Украина», Киев, 1967.
5. Значение репертуара в воспитании певца. В сб. Вопросы вокальной педагогики. Выпуск третий. Издательство «Музыка», Москва, 1967, стр. 49-90.
6. Вокализы для высокого голоса с фортепиано. Издательство Музыка, Москва, 1969.
7. Педагогический репертуар начинающего певца. 5 сборников для: а)тенора; б)меццо-сопрано; в) сопрано; г)баса; д)баритона. «Музычна Украина», Киев, 1969.
8. Вокализы для начинающего певца. «Музычна Украина», Киев, 1971.
9. Вокализы для среднего голоса, «Музычна Украина», Киев 1989